# Leandro Mendoza (artista)
Leandro Raúl Mendoza Artagaveitia, más conocido como Leandro Mendoza y artísticamente como Lei, (Ramos Mejía, 16 de marzo de 1976) es un director escénico, dramaturgo, artista de circo, escenógrafo y empresario cultural argentino-español. En 2009, cofundó la compañía de circo catalana, Cíclicus; y desde 2017 hasta 2022, fue el director de la Feria de Circo Trapezi. Recibió el Premio Ciudad de Barcelona 2016, en la categoría Circo, por su espectáculo, Guadual.

## Trayectoria
Mendoza inició su formación artística en las escuelas de Circo Criollo de Buenos Aires, en la década de 1990, a los 15 años. Como artista circense, es malabarista, acróbata y realiza bicicleta acrobática.
Se trasladó a Barcelona en 1998 y empezó a trabajar como docente en el Centro de las artes del circo Rogelio Rivel. También realizó varios espectáculos de calle. En 2001, creó el festival de circo Curtcirkit de Montgat, del que fue director artístico y técnico durante una década, junto al también artista de circo, José Antonio Hernández. Un año después, en 2002, fundó la compañía Cortocirquito, con la que giró por Francia, Italia y Brasil.
Trabajó tres años en el centro de creación y residencia para artistas de circo, La Vela, desde donde participó en la realización del Circo de Navidad de Vilanueva y Geltrú, entre 2004 y 2007. Luego formó parte de la junta directiva de la Asociación de Profesionales de Circo de Cataluña.
Desde su creación en 2008, Mendoza trabajó en el diseño técnico y de 2011 a 2012, como director artístico en La Central del Circo; un espacio de creación, investigación, entrenamiento y formación para los profesionales del circo, con sede en Barcelona, creado por la Asociación de Profesionales de Circo de Cataluña, el Instituto de Cultura de Barcelona y el Departamento de Cultura de la Generalidad de Catalulña.
En 2009, junto a la música, Tanja Haupt, cofundó la compañía de circo Cíclicus, con la que ha creado y dirigido diferentes producciones de pequeño y gran formato, así como espectáculos itinerantes, con coproducción nacional e internacional, que se han presentado en diferentes ciudades de España y Latinoamérica. En sus montajes, utiliza elementos de la naturaleza para el diseño de la escenografía y para la creación de los aparatos de circo, y la música en directo.
En 2017, Mendoza fue nombrado como director artístico de la Feria de Circo Trapezi, la feria más antigua de circo en España, que se celebra anualmente en Reus, desde 1997, y muestra una selección de espectáculos de compañías y artistas nacionales y extranjeros. Cargo que desempeñó hasta la 26º edición, en 2022.
Mendoza participó en la elaboración del II Plan Integral del Circo 2012-2015, del Departamento de Cultura de la Generalidad de Cataluña, en el que se definieron las líneas de trabajo prioritarias para el circo durante ese período.  Varias de sus creaciones han sido reconocidas por premios del circo y de las artes escénicas. También ha sido miembro del jurado de algunos premios del sector, como el Premio Nacional de Circo,  el Premio Ciudad de Barcelona, o los Premios Trapezi. Además, ha trabajado como asesor de circo para producciones como las del director Ramon Simó: Ball de titelles (2012) o Un somriure a peu d'escala (2019), entre otras.
Desde 2020, trabaja junto a la artista de circo mexicana de la compañía Cedacirc, Julia Sánchez, en la Cartografía Iberoamericana de Circo. Una plataforma digital que agrupa los proyectos de diferentes ámbitos de circo que existen en Iberoamérica, para visibilizarlos, promocionarlos y difundirlos como estrategia para el desarrollo del sector de las artes circenses en el ámbito local e internacional. Este proyecto cuenta con el apoyo del Mercado Internacional de Circo Contemporáneo (MICC) de Canadá.
Ese mismo año, Mendoza también impulsó la conformación de la Mesa de Trabajo Sectorial de Circo que reúne a las 6 entidades representativas del circo en España (AECC, CIRCORED, FECCSE, FEFPAC, PATEA y el Comité de Productores de Circo de UPAAC) y que tiene por objetivo desarrollar a través del trabajo colaborativo de sus miembros el sector circense del país, siendo un punto de encuentro para abordar las problemáticas y plantear soluciones tomando en cuenta todos los puntos de vista. Hasta 2022, se habían realizado cuatro reuniones.
En 2021, inauguró cerca de Barcelona, La Bau, un espacio independiente para la creación y formación de artistas profesionales de circo contemporáneo.
Mendoza, también ideó e impulsó la realización del documental, Trapezi. Arte, espectáculo y vida, con motivo del 25 aniversario de la Feria de Circo Trapezi y en el que se muestra la historia de la feria, el origen y evolución del circo contemporáneo catalán y la relación de Reus con las artes circenses. Contó con la dirección de Teresa Turiera y Erol Ileri, se estrenó el 21 de marzo de 2022 en la Filmoteca de Cataluña y se exhibió durante la agenda de la 26º edición de Trapezi.

Estrenó en el Festival Griego de 2023 el espectáculo Vetus Venustas. Una producción de circo teatro documental de su compañía Cíclicus y de la que fue el director artístico. El espectáculo trata sobre el impacto de envejecer dentro de la sociedad y mezcla la experiencia de dos generaciones de artistas de circo: los veteranos con edades entre 65 y 78 años, con la participación de los galardonados con la Medalla de Oro al Mérito en las Bellas Artes de España Graziella Galán (2022) y Miguel Ángel Fernández Vanelli (2020) y Peter Panero, con la de los jóvenes Iara Gueller y Christian Padilla.

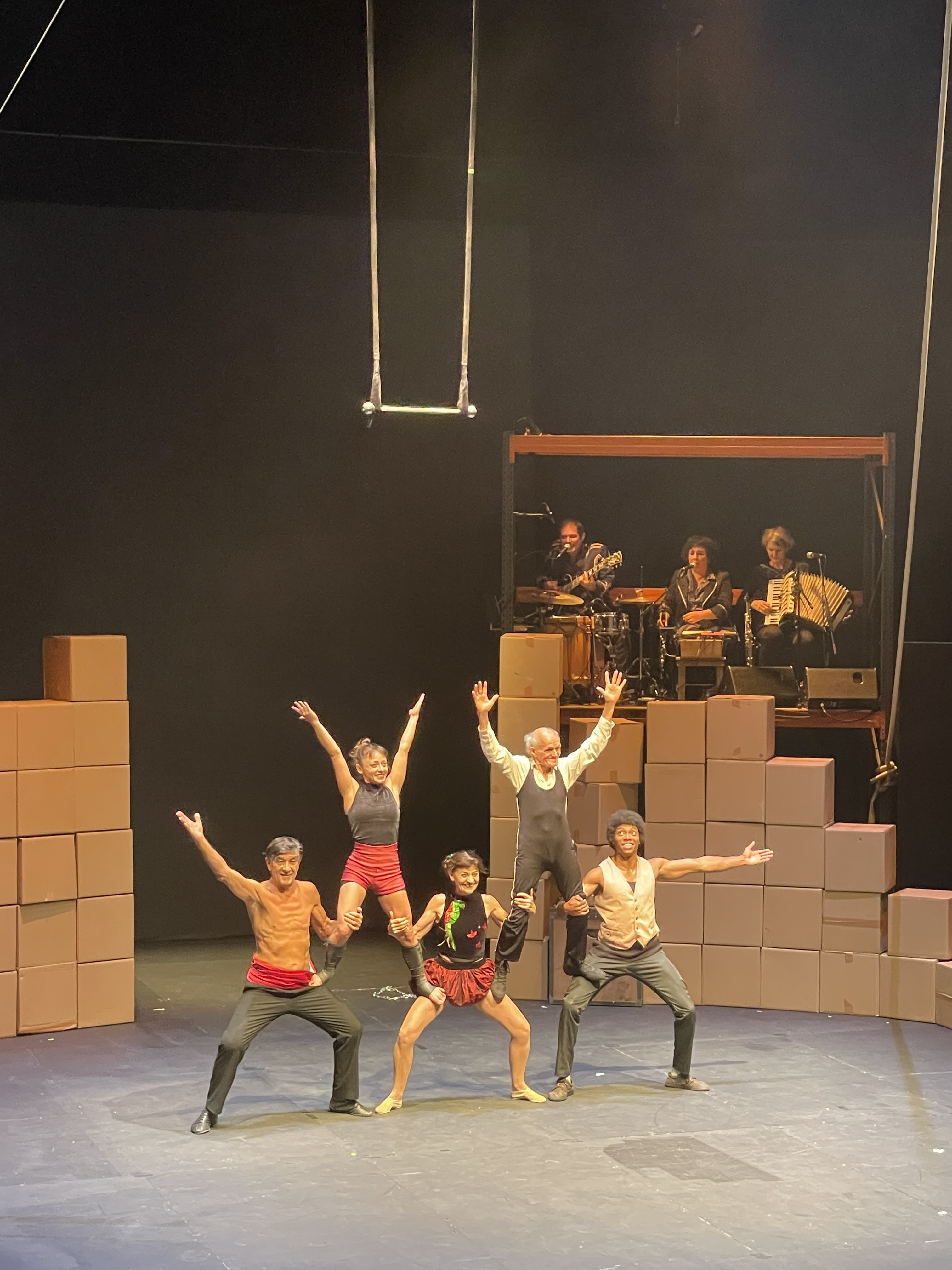
Vetus Venustas (2023)

## Obra
- 2002 - Tiempos de circo.[12][63][64][65][66][67]
- 2009 - Cíclicus.[68][69][70][71][72]
- 2014 - La Tartana.[73][74][75][76]
- 2013 - Retalls.[9][18][19][77]
- 2015 - Pals.[8][25][78][79][80]
- 2016 - Guadual.[24][26][81][82]
- 2017 - Pequeña historia de un gran paisaje.[83][84]
- 2017 - Globus.[85][86]
- 2021 - Fuego rojo.[87][88][89]
- 2023 - Vetus Venustas.[57][58][59][60][61][62]

## Premios y reconocimientos
En 2015, Mendoza recibió el Premio especial del jurado de los Premios Zírkólika por la puesta en escena del espectáculo Pals. Este premio es otorgado por la Revista Zirkólika, anualmente y desde 2010, en la gala Noche de circo (Nit de circ) celebrada en Barcelona, con el objetivo de reconocer el trabajo de artistas y compañías de circo españolas.
Un año después, en 2016, el jurado le otorgó por mayoría, el Premio Ciudad de Barcelona, en la categoría Circo, por su espectáculo Guadual. Este galardón lo entrega el Ayuntamiento de Barcelona a creadores o colectivos por la creación, la investigación y la producción de calidad realizada en la ciudad. Guadual, también estuvo entre los nominados a Mejor Espectáculo de Sala o Carpa de los Premios Zírkólika 2016.